# Axel Rudi Pell
Axel Rudi Pell (Bochum, Njemačka, 27. lipnja 1960.) je njemački heavy metal gitarist. Od 1989. svira u samostalnom sastavom, a prethodno je bio gitarist sastava Steeler, koji je napustio 1988. Smatran je neoklasičnim gitaristom zbog miješanja elementa klasične glazbe s heavy metalom. Ovu techniku također su koristili gitaristi kao što su Yngwie Malmsteen, Vinnie Moore, Tony MacAlpine, Jason Becker, Marty Friedman, Randy Rhoads i Walter Giardino.
Tijekom samostalne karijeru Axel Rudi Pell snimio je dvadeset studijskih albuma i surađivao je s poznatijima glazbenicima heavy metala kao što su bubnjari Jörg Michael, Mike Terrana i Bobby Rondinelli te pjevači Charlie Huhn, Rob Rock, Jeff Scott Soto i Johnny Gioeli.

## Životopis

### Početci
Pell je glazbenu karijeru započeo 1981. sa sastavom Sinner. Svirao je sa skupinom sve do 1983. kad je sastav napustio i pridružio se skupini Steeler s kojem je snimio četiri studijska albuma. Napustio je sastav 1988. i počeo je samostalnu karijeru.

### Axel Rudi Pell
Godine 1989. utemeljio je samostalni sastav gdje svira pod vlastitim imenom. Sastavu se također pridružio bivši basist Steelera, Volker Krawczak. Dana 10. travnja 1989. objavljen je demoalbum na kojem se pojavio demo verzije pjesama "Broken Heart", "Cold as Ice" i "(Don't Trust the) Promised Dreams". Na albumu je pjevao Karl Holthaus, a klavijature je svirao Rüdiger König. Dana 20. studenoga iste godine objavljen je prvi singl "Hear You Calling Me", a 25. studenoga drugi "Broken Heart". Dana 1. prosinca objavljen je prvi studijski samostalni album Axela Wild Obsession. Na albumu je pjevao Charlie Huhn koji je također surađivao s Garyjem Moorem. Producirao ga je Ulli Pösselt. Na albumu je bubnjeve svirao Jörg Michael iz Ragea, Mekong Delte i Running Wilda. 
Godine 1990. sastavu se pridružio novi pjevač, Rob Rock s kojim je Axel snimio drugi studijski album, Nasty Reputation. Godinu kasnije Rock je napustio sastav, a novi pjevač postao je Jeff Scott Soto koji je također bio član sastava Yngwieja Malmsteena. Godine 1992. objavljen je treći album Eternal Prisoner koji je predstavio novi glazbeni pravac sastava. Također Eternal Prisoner bio je posljednji album na kojem je klavijature svirao Kai Raglewski. Zamijenila ga je Julie Greaux. Godine 1993. objavljena je prva kompilacija sastava The Ballads koja sadrži pjesme s prvih albuma sastava i neobjavljene pjesme. Na albumu se također pojavila demo verzija pjesmi "Broken Heart" s Karlom Holthausom na vokalu. 
Godine 1994. sastav je predstavio svoj novi album Between the Walls koji je sadržao veći utjecaj NWOBHM. Na albumu se također pojavila obrada pjesme "Wishing Well" sastava Free. Godine 1995. pojavio se prvi Axelov koncertni album Made in Germany snimljen tijekom dvije nastupa sastava u Hamburgu i Bochumu. Godinu kasnije sastav je objavio peti studijski album Black Moon Pyramid na kojem je kao gost na pjesmi "Gettin' Dangerous" svirao Peter "Peavy" Wagner iz skupine Rage. Nakon ovog albuma sastav je napustila Julie Greaux. Novi klavijaturist postao je Christian Wolff. 
Novi album Magic objavljen je 1997. Magic je bio posljednji Axelov album s Jeffom Scottom Soto koji je napustio sastav da bi se fokusirao na grupu Talisman. Zamijenio ga je Johnny Gioeli iz skupine Hardline. Godine 1998. pojavio se sedmi album Oceans of Time. Također ovo je bio prvi album na kojem se pojavio klavijaturist Ferdy Doernberg. Iste godine bubnjar Jörg Michael napustio je sastav da bi se fokusirao na grupu Stratovarius. Zamijenio ga je Mike Terrana. Godine 1999. objavljena je kompilacija The Ballads II. Na ovom albumu pojavila se nova verzija pjesme "Broken Heart" s Gioeliom na vokalu.
Godine 2000. pojavio se osmi album The Masquerade Ball. Album također sadrži obrade pjesmi "July Morning" Uriah Heepa. Godinu kasnije sastav se pojavio na festivalu Bang Your Head i 2002. objavio je svoj deveti album Shadow Zone koji završio je na 22. mjestu na njemačkoj listi albuma. Godine 2004. objavljen je deseti album Kings and Queens koji je završio na 40. mjestu u Njemačkoj i 75. u Švedskoj. Na albumu se pojavljuje više elemente hard rocka . 
Godine 2005. sastav se pojavio na nekoliko glazbenog festivala kao što su Wacken Open Air, Graspop i Bang Your Head. Jedanaesti studijski album Mystica objavljen je u ljeto 2006. Završio je na 27. mjestu u Njemačkoj i 56. u Švedskoj. U 2007. sastav je objavio svoj cover album Diamonds Unlocked kojeg čine obrade nekoliko glazbenika rocka i metala. Godinu kasnije izašao je novi album Tales of the Crown. 
Godine 2010. izašao je novi album The Crest, a 2012. Circle of the Oath. U srpnju 2013. bubnjar Mike Terrana napustio je sastav zbog problema s rasporedom. Zamijenio ga je Bobby Rondinelli iz Black Sabbatha, Blue Öyster Cult i Rainbow. Novi album Into the Storm objavljen je ranom 2014. Iste godine povodom 25. godišnjice samostalne karijere, Axel Rudi Pell svirao je koncert 11. srpnja na festivalu Bang Your Head u Balingenu, Njemačka. Kao gosti pojavili su se bivši članovi sastava: pjevači Jeff Scott Soto i Rob Rock i bubnjar Jörg Michael. Također su se pojavili glazbenici kao što su Graham Bonnett, Doogie White, Tony Carey i Vinny Appice. Godine 2016. objavljen je novi album Game of Sins, a 2018. Knights Call. Iste godine sastav se pojavio na festivalu Wacken Open Air.
Godine 2019. povodom 30. godišnjice glazbene karijere snimljen je koncertni album XXX Aniversary Live.

## Postava sastava
Sadašnja postava
- Volker Krawczak – bas-gitara (1989. – danas)
- Axel Rudi Pell – gitara (1989. – danas)
- Ferdy Doernberg – klavijature (1998. – danas)
- Johnny Gioeli – vokal (1998. – danas)
- Bobby Rondinelli – bubnjevi (2013. – danas)

Bivši članovi
- Jörg Deisinger – bas-gitara (1989.)
- Thomas Smuszynski – bas-gitara (1989.)
- Jörg Michael – bubnjevi (1989. – 1999.)
- Rüdiger König – klavijature (1989.)
- George Hahn – klavijature (1989.)
- Charlie Huhn – vokal (1989.)
- Karl Holthaus – vokal (1989.)
- Kai Raglewski – klavijature (1990. – 1992.)
- Rob Rock – vokal (1990. – 1991.)
- Jeff Scott Soto – vokal (1992. – 1997.)
- Julie Greaux – klavijature (1993. – 1996.)
- Christian Wolff – klavijature (1997.)
- Mike Terrana – bubnjevi (1999. – 2013.)

## Diskografija

### Samostalna diskografija
Studijski albumi
- Wild Obsession (1989.)
- Nasty Reputation (1991.)
- Eternal Prisoner (1992.)
- Between the Walls (1994.)
- Black Moon Pyramid (1996.)
- Magic (1997.)
- Oceans of Time (1998.)
- The Masquerade Ball (2000.)
- Shadow Zone (2002.)
- Kings and Queens (2004.)
- Mystica (2006.)
- Diamonds Unlocked (2007.)
- Tales of the Crown (2008.)
- The Crest (2010.)
- Circle of the Oath (2012.)
- Into the Storm (2014.)
- Game of Sins (2016.)
- Knights Call (2018.)
- Sign of the Times (2020.)
- Diamonds Unlocked II (2021.)
- Lost XXIII (2022.)
- Risen Symbol (2024.)

Kompilacije
- The Ballads (1993.)
- The Ballads II (1999.)
- The Wizards Chosen Few (2000.)
- The Ballads III (2004.)
- Best Of: Anniversary Edition (2009.)
- The Ballads IV (2011.)
- The Ballads V (2017.)
- The Ballads VI (2023.)

Albumi uživo
- Made in Germany (1995.)
- Kinghts Live (2002.)
- Live on Fire (2013.)
- Magic Moments (2015.)
- XXX Anniversary Live (2019.)